# Клеменчук, Алексей Петрович
Алексей Петрович Клеменчук (7 февраля 1907, Новгород — 12 мая 1996, Москва) — советский государственный деятель, министр пищевой промышленности РСФСР (1965—1979).
Крупный организатор производства пищевых продуктов в СССР. Один из создателей рецептуры водки «Посольская» и пива «Двойное золотое».

## Биография
Член ВКП(б) с 1930 года.
Некоторое время работал заведующимй Отделом пищевой промышленности Ленинградского городского комитета ВКП(б). Занимался организацией производства и снабжения продовольствием в блокадном Ленинграде. Был репрессирован по Ленинградскому делу, реабилитирован.
Депутат Верховного Совета РСФСР ряда созывов (в том числе от Дагестанской АССР).
- 1957—1961 гг. — начальник Главного управления пищевой промышленности ВСНХ РСФСР;
- 1961—1965 гг. — заместитель Председателя ВСНХ РСФСР;
- 1965—1979 гг. — министр пищевой промышленности РСФСР.

С марта 1979 года находился на пенсии. Скончался 12 мая 1996 года.

## Награды
- Награждён орденами Трудового Красного Знамени (17.04.1940, «за успешную работу и проявленную инициативу по укреплений обороноспособности нашей страны»; 07.02.1977, «за многолетнюю плодотворную работу в пищевой промышленности и в связи с семидесятилетием со дня рождения»).